# Kaitokudō
 (juillet 2024).
Si vous disposez d'ouvrages ou d'articles de référence ou si vous connaissez des sites web de qualité traitant du thème abordé ici, merci de compléter l'article en donnant les références utiles à sa vérifiabilité et en les liant à la section « Notes et références ».

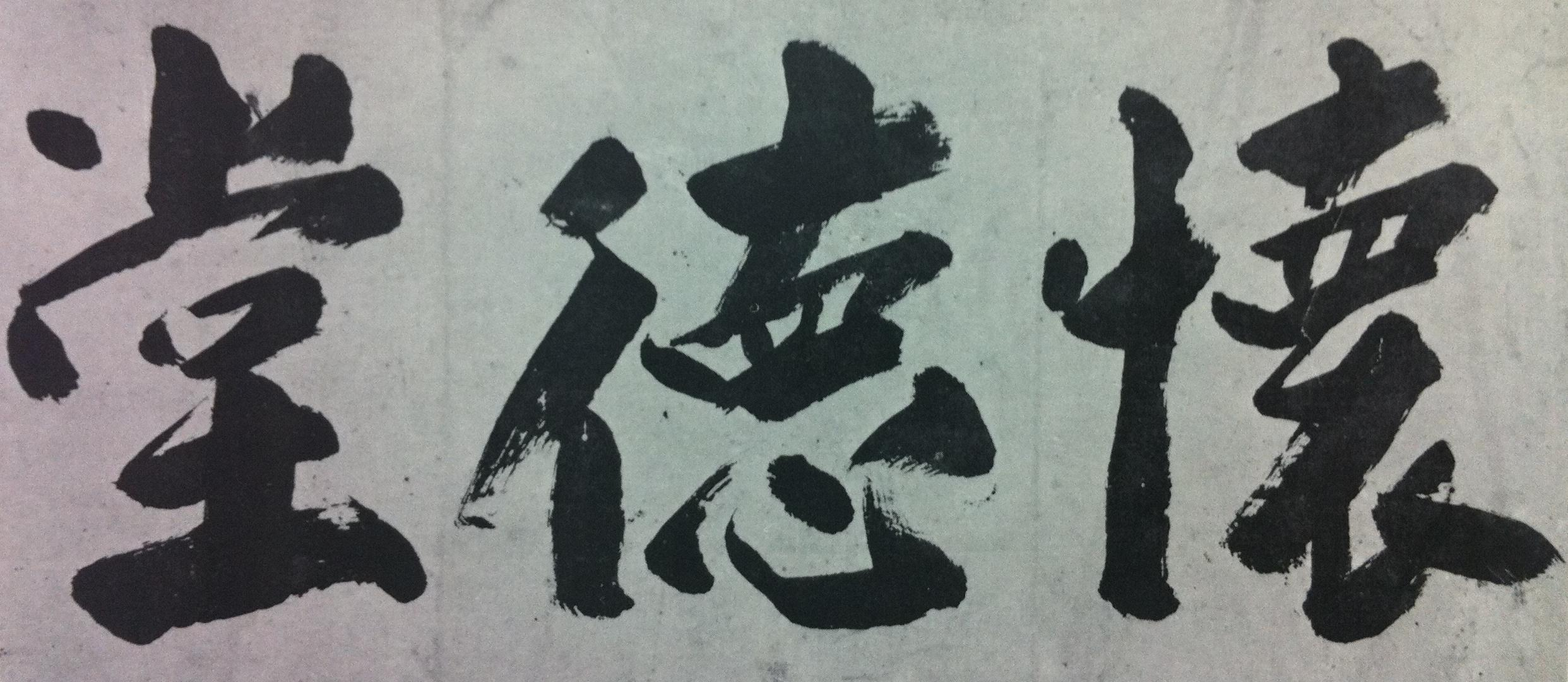
Kaitokudō par Sekian Miyake

Le Kaitokudō (en japonais 懐徳堂) est une école rangaku de l'époque d'Edo, située à Osaka au Japon. Bien qu'elle ouvre ses portes en 1724, elle est officiellement fondée en 1726 par Nakai Shūan et Ogata Kōan. Elle poursuit ses activités jusqu'en 1868. Cette école est importante pour l'époque d'Edo en ce qu'elle permet aux commerçants de bénéficier librement d'une éducation supérieure à un moment où ils ne sont pas censés en avoir le droit.
La classe des samouraïs est autorisée à assister aux cours ainsi qu'à s'asseoir tout à l'avant des salles de classe alors que les cours sont destinés à la classe des marchands. Plus tard, Nakai Chikuzan, le fils de Nakai Shūan, élimine tous les privilèges des samouraïs.
À l'époque où il n'y a pas de système d'éducation publique officielle au Japon, les élèves de la classe supérieure fréquentent les écoles de préparation en prévision d'études universitaires au Japon, ainsi qu'à l'étranger, aux Pays-Bas, seul pays avec lequel le commerce est alors autorisé. Ces écoles sont appelées rangaku, c'est-à-dire « études néerlandaises ». Cette école enseigne le néerlandais ainsi que les sciences, le commerce et la morale. Le Kaikokudō propose également des cours de religion, de philosophie et d'art. Avec la fin du shogunat Tokugawa en 1868, le Kaikokudō ferme ses portes.
L'académie est relancée en 1910 par une publication intitulée Kaitoku, qui parraine des conférences et réunions dans l'esprit du Kaitokudō sur des fonds versés par la Sumitomo et d'autres entreprises commerciales d'Osaka. Le bâtiment de l'école est également rénové, mais il est détruit par des bombes incendiaires lors de la guerre du Pacifique. La bibliothèque, dont l'essentiel des ouvrages est en néerlandais, survit cependant, et se retrouve conservée à l'université d'Osaka sous l'intitulé Kaitokudō bunkan.